# Elizabeth Becker-Pinkston
Elizabeth Anna „Betty“ Becker-Pinkston (* 6. März 1903 in Philadelphia; † 6. April 1989 in Detroit) war eine US-amerikanische Wasserspringerin und zweifache Olympiasiegerin.
Sie begann im Kindesalter mit Schwimmen als Therapie nach einer schweren Erkrankung. Im Alter von 17 Jahren verpasste sie nur knapp die Selektion für die Olympischen Sommerspiele 1920 in Antwerpen. Bei den Olympischen Sommerspielen 1924 in Paris konnte sie dann eine Goldmedaille vom 3-Meter-Sprungbrett und die silberne Medaille vom 10-Meter-Turm gewinnen. Bei diesen Spielen lernte sie auch ihren zukünftigen Ehemann Clarence Pinkston, Olympiasieger im Turmspringen von 1920, kennen, den sie nach den Spielen heiratete.
1926 gebar sie Zwillinge, gewann aber am 11. August 1928 nochmals eine olympische Goldmedaille im Turmspringen und wurde dabei von ihrem Ehemann trainiert. Im Weiteren gewann sie auch insgesamt sechs AAU-Titel.